# Niamh Emerson
Niamh Emerson (* 22. April 1999 in Shirland, England) ist eine britische Leichtathletin, die sich auf den Siebenkampf spezialisiert hat.

## Sportliche Laufbahn
Erst internationale Erfahrungen sammelte Niamh Emersom bei den U18-Weltmeisterschaften 2015 in Cali, bei denen sie mit 5384 Punkten den 13. Platz belegte. Anschließend holte sie bei den Commonwealth Youth Games in Apia mit 1,80 m die Goldmedaille im Hochsprung und in 61,99 s die Bronzemedaille im 400-Meter-Hürdelauf. Im Jahr darauf gewann sie bei den erstmals ausgetragenen U18-Europameisterschaften in Tiflis mit 5919 Punkten die Bronzemedaille im Siebenkampf und 2017 wurde sie bei den U20-Europameisterschaften in Grosseto mit 6013 Punkten Vierte. 2018 nahm sie erstmals an den Commonwealth Games im australischen Gold Coast teil und gewann dort mit 6043 Punkten die Bronzemedaille hinter ihrer Landsfrau Katarina Johnson-Thompson und Nina Schultz aus Kanada. Im Juli siegte sie mit 6253 Punkten bei den U20-Weltmeisterschaften in Tampere und setzte sich damit knapp gegen die Österreicherin Sarah Lagger durch. 2019 gewann Emerson bei den Halleneuropameisterschaften in Glasgow mit 4731 Punkten überraschend die Silbermedaille hinter Johnson-Thompson.

## Persönliche Bestleistungen
- Hochsprung: 1,89 m, 22. Mai 2016 in Loughborough
  - Hochsprung (Halle): 1,87 m, 20. Februar 2016 in Salamanca
- Siebenkampf: 6253 Punkte: 13. Juli 2018 in Tampere
  - Fünfkampf (Halle): 4731 Punkte: 1. März 2018 in Glasgow